# Ramularia lamii
Ramularia lamii Fuckel – gatunek grzybów z klasy Dothideomycetes. Grzyb mikroskopijny pasożytujący na gatunkach roślin należących do rodziny jasnotowatych (Lamiaceae). Powoduje u nich plamistość liści.

## Systematyka i nazewnictwo
Pozycja w klasyfikacji według Index Fungorum: Ramularia, Mycosphaerellaceae, Capnodiales, Dothideomycetidae, Dothideomycetes, Pezizomycotina, Ascomycota, Fungi.
Synonimy:
- Ovularia lamii (Fuckel) Sacc. 1886
- Ramularia lamii var. minor U. Braun 1998

Lektotyp; na jasnocie (Lamium) – Fuckel, Fungi rhen. 136 (HAL).

## Morfologia
Objawy na liściuW miejscach rozwoju grzybni Ramularia lamii na obydwu stronach liści roślin tworzą się rozproszone, mniej więcej koliste, wydłużone lub nieregularne plamy, często ograniczone nerwami liści. Początkowo są jasnozielone, potem żółtawo-ochrowe, bladobrązowe lub czerwonawobrązowe, w końcu ciemnobrązowe, szarobrązowe, czasami białoszare. Czasami zlewają się, zajmując dużą część powierzchni liści lub całe liście. Obrzeże plam niewyraźne, z ciemniejszą, matowo brązową, ciemnobrązową, rzadko fioletowobrązową lub czerwonawą linią brzegową, zazwyczaj wąską, rzadko szeroką. Czasami występuje rozproszona, żółtawa aureola.
Cechy mikroskopoweGrzybnia rozwija się w tkance miękiszowej wewnątrz liści. Strzępki szkliste (hialinowe), septowane, słabo rozgałęzione, o szerokości 1–3,5 µm. Pod skórką lisica, rzadko w skórce, tworzą hialinowe, lub lekko tylko wybarwione podkładki o średnicy  10–50 µm, złożone z nabrzmiałych strzępek o średnicy 2–6 µm. Z podkładek tych wyrastają konidiofory w niewielkich lub średnio licznych, luźnych lub gęstych  pęczkach. Zazwyczaj wydostają się na zewnątrz liścia przez jego aparaty szparkowe, rzadko zdarza się, że przebijają skórkę. Są proste, o cylindrycznym kształcie, rzadko rozgałęzione, hialinowe, gładkie. Mają wymiary (5–) 10–60 (–105) × (1,5–) 2–5 (–6) um i posiadają 0–3 septy. Blizny po odłączeniu się konidiów nieco ciemniejsze i pogrubione. Konidia często powstają w rozgałęzionych łańcuchach. Są jajowate, elipsoidalne lub wrzecionowate o wymiarach (5–) 10–35 (–55) × (1,5–) 2–6 (–7) m, z 0–3 septami, hialinowe, prawie gładkie lub bardzo drobno brodawkowate, o tępym, zaokrąglonym, skośnie ściętym wierzchołku. Hilum nieco pogrubione i ciemniejsze.

## Występowanie
Ramularia lamii występuje w Azji, Europie, Ameryce Północnej, Afryce, Nowej Zelandii. W Polsce jest pospolita.
Pasożyt obligatoryjny. Występuje na wielu gatunkach roślin z rodziny jasnotowatych.